# 斉藤一雄
斉藤 一雄（齋藤 一雄、さいとう かずお、1925年（大正14年）1月30日 - 2005年（平成17年）10月6日）は、日本の政治家。衆議院議員（1期）、東京都議会議員（4期）。東京神田出身。

## 経歴
1952年（昭和27年）明治大学商学部を卒業する。労働組合に入り、東京都労連政治部長、東京地評副議長などを歴任し、1973年（昭和48年）東京都議会議員に当選する。以後4回当選。1986年（昭和61年）日本社会党自治体議員団全国会議議長を務める。
1990年（平成2年）第39回衆議院議員総選挙に社会党公認で旧東京3区から立候補し初当選、当選1回。社会党東京都本部委員長、衆議院環境委員会理事などを歴任した。1993年（平成5年）第40回衆議院議員総選挙で落選する。1994年（平成6年）社会党を離党する。その後、新社会党に参加し、新社会党世田谷総支部委員長などをつとめた。
著書に「東京の環境問題」などがある。
2005年（平成17年）10月6日、食道癌のため死去。80歳没。死没日付をもって正六位に叙され、旭日小綬章を追贈された。